# Вероника хоросанская
Веро́ника хороса́нская (лат. Veronica khorossanica) — многолетнее травянистое растение, вид рода Вероника (Veronica) семейства Подорожниковые (Plantaginaceae).

## Распространение и экология
Ареал вида охватывает Иран (Копетдаг) и Туркменистан (Копетдаг). Описан из северного Ирана.
Произрастает на щебнистых и каменистых степных участках предгорий и в среднем поясе гор, входит в состав нагорно-ксерофильных группировок.

## Ботаническое описание
Корневище деревянистое, сильно ветвистое. Стебли многочисленные, густо облиственные, приподнимающиеся, высотой 6—8 см, вместе с соцветием 6—12 см, седоватые от бархатистого опушения.
Листья линейные, сидячие, длиной 5—10 (до 15) мм, шириной 1—1,5 мм, по краю завёрнутые.
Соцветия — густые и многоцветковые кисти, длиной 3—7 см, боковые, в пазухах верхних листьев, крепкие, на цветоносах длиной 5—7 см. Прицветники линейные, длиной 1—1,5 мм. Чашечка длиной 3 мм, четырёхраздельная, с линейными долями, не превышающая коробочки; венчик красный, диаметром 6—7 мм, с округлыми долями длиной 3 мм.
Коробочка длиной 2,5 мм, шириной 3 мм, сплюснутая, на верхушке круглая и едва выемчатая, железистоопушенная. Семена продолговатые, длиной 1,5 мм дл.
Цветёт в апреле — июне.

## Таксономия
Вид Вероника хоросанская входит в род Вероника (Veronica) семейства Подорожниковые (Plantaginaceae) порядка Ясноткоцветные (Lamiales).
|  |                                      |  |                                                             |                                                             |                          |  | ещё 21 семейство (согласно Системе APG II) | ещё 21 семейство (согласно Системе APG II) |                          |  |  |  | ещё от 300 до 500 видов |
|  |                                      |  |                                                             |                                                             |                          |  | ещё 21 семейство (согласно Системе APG II) | ещё 21 семейство (согласно Системе APG II) |                          |  |  |  | ещё от 300 до 500 видов |
|  |                                      |  |                                                             | порядок Ясноткоцветные                                      |                          |  |                                            |                                            | род Вероника             |  |  |  |                         |
|  |                                      |  |                                                             | порядок Ясноткоцветные                                      |                          |  |                                            |                                            | род Вероника             |  |  |  |                         |
|  | отдел Цветковые, или Покрытосеменные |  |                                                             |                                                             | семейство Подорожниковые |  |                                            |                                            | вид Вероника хоросанская |  |  |  |                         |
|  | отдел Цветковые, или Покрытосеменные |  |                                                             |                                                             | семейство Подорожниковые |  |                                            |                                            |                          |  |  |  |                         |
|  |                                      |  | ещё 44 порядка цветковых растений (согласно Системе APG II) | ещё 44 порядка цветковых растений (согласно Системе APG II) |                          |  |                                            | ещё 90 родов                               | ещё 90 родов             |  |  |  |                         |
|  |                                      |  |                                                             | ещё 44 порядка цветковых растений (согласно Системе APG II) |                          |  |                                            |                                            | ещё 90 родов             |  |  |  |                         |